# Ҟ
La Ka con barra, (Ҟ ҟ; en itálica: Ҟ ҟ) es una letra del alfabeto cirílico. Está formada por la letra cirílica Ka (К к) añadiendo un trazo en la parte superior de la asta ascendente de la letra.
La Ka con barra se usa en el alfabeto del idioma abjasio que representa la parada eyectiva uvular /qʼ/. Es la 26 letra del alfabeto, entre los dígrafos ⟨Қә⟩ y ⟨Ҟь⟩.

## Códigos de computación
| Vista Previa                | Ҟ                                           | Ҟ                                           | ҟ                                         | ҟ                                         |
| --------------------------- | ------------------------------------------- | ------------------------------------------- | ----------------------------------------- | ----------------------------------------- |
| Nombre unicode              | CYRILLIC CAPITAL LETTER SHORT К WITH STROKE | CYRILLIC CAPITAL LETTER SHORT К WITH STROKE | CYRILLIC SMALL LETTER SHORT к WITH STROKE | CYRILLIC SMALL LETTER SHORT к WITH STROKE |
| Codificaciones              | Decimal                                     | Hex                                         | Decimal                                   | Hex                                       |
| Unicode                     | 1182                                        | U+049E                                      | 1183                                      | U+049F                                    |
| Numeric character reference | &#1182;                                     | &#x49E;                                     | &#1183;                                   | &#x49F;                                   |

## Uso en el alfabeto latino
Era usado en el latín como una abreviación para palabras que empezaban en k.[cita requerida] En el nórdico antiguo era utilizado para konungr (inglés: king) o para abreviar la palabra skulu (inglés: shall) a sꝁ.
- Datos: Q425016
- Multimedia: Ҟ / Q425016